# Atletismo nos Jogos Pan-Americanos de 2007 - Decatlo masculino
O decatlo foi um dos eventos do atletismo nos Jogos Pan-Americanos de 2007, no Rio de Janeiro. A prova foi disputada no Estádio Olímpico João Havelange nos dias 23 (100 m, salto em distância, lançamento de peso, salto em altura, 400 m) e 24 de julho (110 m com barreiras, lançamento de disco, salto com vara, lançamento de dardo, 1500 m) com 12 atletas de 9 países.
Após as dez provas do decatlo, o jamaicano Maurice Smith foi o mais regular e terminou a competição com 8278 pontos conquistados e a medalha de ouro.

## Medalhistas
| Ouro   | JAM Maurice Smith |
| Prata  | CUB Yordan García |
| Bronze | BRA Carlos Chinin |

## Recordes
Recordes mundiais e pan-Americanos antes da disputa dos Jogos Pan-Americanos de 2007.
| Tipo                             | Atleta        | Pontos | Local    | Data                |
| -------------------------------- | ------------- | ------ | -------- | ------------------- |
|                                  | Roman Šerble  | 9026   | Götzis   | 27 de maio de 2001  |
| Recorde dos Jogos Pan-Americanos | Chris Huffins | 8170   | Winnipeg | 25 de julho de 1999 |

## Resultados
- DNF: não completou a prova.
- DNS: não competiu na prova.

### 100 metros
Os 100 metros rasos abriu as disputas do decatlo no dia 23 de julho as 14:00 (UTC-3).
| Série 1 | Série 1       | Série 1            | Série 1 | Série 1            |
| Pos.    | Atleta        | País               | Tempo   | Pontos (Tot. pts.) |
| ------- | ------------- | ------------------ | ------- | ------------------ |
| 1       | Yordan García | CUB Cuba           | 10.67 s | 935 (935)          |
| 2       | Maurice Smith | JAM Jamaica        | 10.84 s | 897 (897)          |
| 3       | Carlos Chinin | BRA Brasil         | 10.88 s | 888 (888)          |
| 4       | Ryan Harlan   | USA Estados Unidos | 11.15 s | 827 (827)          |
| 5       | Darvin Colón  | HON Honduras       | 11.19 s | 819 (819)          |
| 6       | Chris Boyles  | USA Estados Unidos | 11.29 s | 797 (797)          |

| Série 2 | Série 2             | Série 2                   | Série 2 | Série 2            |
| Pos.    | Atleta              | País                      | Tempo   | Pontos (Tot. pts.) |
| ------- | ------------------- | ------------------------- | ------- | ------------------ |
| 1       | Adolphus Jones      | SKN São Cristóvão e Neves | 11.17 s | 823 (823)          |
| 2       | Leonel Suárez       | CUB Cuba                  | 11.20 s | 817 (817)          |
| 3       | Ivan Silva          | BRA Brasil                | 11.21 s | 814 (814)          |
| 4       | Gonzalo Barroilmet  | CHI Chile                 | 11.45 s | 763 (763)          |
| 5       | Gerardo Canale      | ARG Argentina             | 11.65 s | 721 (721)          |
| 6       | Octavious Gillespie | GUA Guatemala             | 11.82 s | 687 (687)          |

### Salto em distância
O salto em distância foi a segunda prova do decatlo no dia 23 de julho as 14:45 (UTC-3).
| Pos. | Atleta              | País                      | 1    | 2    | 3    | Result. | Pontos (Tot. pts.) |
| ---- | ------------------- | ------------------------- | ---- | ---- | ---- | ------- | ------------------ |
| 1    | Carlos Chinin       | BRA Brasil                | 7.76 | X    | X    | 7.76 m  | 1000 (1888)        |
| 2    | Leonel Suárez       | CUB Cuba                  | 7.32 | 7.12 | 6.95 | 7.32 m  | 891 (1708)         |
| 3    | Maurice Smith       | JAM Jamaica               | 7.19 | X    | 7.27 | 7.27 m  | 878 (1775)         |
| 4    | Yordan García       | CUB Cuba                  | 6.77 | 7.06 | 7.14 | 7.14 m  | 847 (1782)         |
| 5    | Chris Boyles        | USA Estados Unidos        | X    | 7.07 | 6.98 | 7.07 m  | 830 (1627)         |
| 6    | Ivan Silva          | BRA Brasil                | X    | 7.05 | 7.03 | 7.05 m  | 826 (1640)         |
| 7    | Gerardo Canale      | ARG Argentina             | 6.59 | 6.77 | 6.84 | 6.84 m  | 776 (1497)         |
| 8    | Gonzalo Barroilmet  | CHI Chile                 | 6.35 | 6.68 | 6.79 | 6.79 m  | 764 (1527)         |
| 9    | Ryan Harlan         | USA Estados Unidos        | 6.78 | 6.62 | 6.74 | 6.78 m  | 762 (1589)         |
| 10   | Octavious Gillespie | GUA Guatemala             | 6.77 | 6.74 | X    | 6.77 m  | 760 (1447)         |
| 11   | Adolphus Jones      | SKN São Cristóvão e Neves | X    | X    | 6.75 | 6.75 m  | 755 (1578)         |
| 12   | Darvin Colón        | HON Honduras              | 6.26 | 6.34 | 6.00 | 6.34 m  | 661 (1480)         |

### Lançamento de peso
O lançamento de peso foi a terceira prova do decatlo no dia 23 de julho as 16:10 (UTC-3).
| Pos. | Atleta              | País                      | 1     | 2     | 3     | Result. | Pontos (Tot. pts.) |
| ---- | ------------------- | ------------------------- | ----- | ----- | ----- | ------- | ------------------ |
| 1    | Maurice Smith       | JAM Jamaica               | 16.93 | X     | X     | 16.93 m | 909 (2684)         |
| 2    | Ryan Harlan         | USA Estados Unidos        | 14.98 | 15.94 | 15.96 | 15.96 m | 849 (2438)         |
| 3    | Chris Boyles        | USA Estados Unidos        | 14.97 | 14.96 | X     | 14.97 m | 788 (2415)         |
| 4    | Yordan García       | CUB Cuba                  | 14.20 | X     | 14.57 | 14.57 m | 763 (2545)         |
| 5    | Ivan Silva          | BRA Brasil                | 13.57 | X     | X     | 13.57 m | 702 (2342)         |
| 6    | Carlos Chinin       | BRA Brasil                | 13.06 | 13.44 | 12.38 | 13.44 m | 694 (2582)         |
| 7    | Gonzalo Barroilmet  | CHI Chile                 | 13.38 | X     | X     | 13.38 m | 690 (2217)         |
| 8    | Leonel Suárez       | CUB Cuba                  | 12.49 | 12.78 | 12.17 | 12.78 m | 654 (2362)         |
| 9    | Gerardo Canale      | ARG Argentina             | 12.34 | 12.04 | 12.05 | 12.34 m | 627 (2124)         |
| 10   | Octavious Gillespie | GUA Guatemala             | 12.31 | 12.25 | X     | 12.31 m | 625 (2072)         |
| 11   | Darvin Colón        | HON Honduras              | 11.82 | 11.64 | 11.65 | 11.82 m | 595 (2075)         |
| 12   | Adolphus Jones      | SKN São Cristóvão e Neves | 10.93 | 11.19 | 10.67 | 11.19 m | 557 (2135)         |

### Salto em altura
O salto em altura foi a quarta prova do decatlo no dia 23 de julho as 17:20 (UTC-3).
- O: salto válido;
- XO: salto conquistado na segunda tentativa;
- XXO: salto conquistado na terceira tentativa;
- XXX: eliminado.

| Pos. | Atleta              | País                      | Marcas | Marcas | Marcas | Marcas | Marcas | Marcas | Marcas | Marcas | Result. | Pontos (Tot. pts.) |
| Pos. | Atleta              | País                      | 1.70   | 1.73   | 1.76   | 1.79   | 1.82   | 1.85   | 1.88   | 1.91   | Result. | Pontos (Tot. pts.) |
| Pos. | Atleta              | País                      | 1.94   | 1.97   | 2.00   | 2.03   | 2.06   | 2.09   | 2.12   | 2.15   | Result. | Pontos (Tot. pts.) |
| ---- | ------------------- | ------------------------- | ------ | ------ | ------ | ------ | ------ | ------ | ------ | ------ | ------- | ------------------ |
| 1    | Carlos Chinin       | BRA Brasil                | -      | -      | -      | -      | -      | -      | -      | O      | 2.09 m  | 887 (3469)         |
| 1    | Carlos Chinin       | BRA Brasil                | -      | O      | -      | O      | XO     | XXO    | XXX    |        | 2.09 m  | 887 (3469)         |
| 2    | Chris Boyles        | USA Estados Unidos        | -      | -      | -      | -      | -      | -      | -      | -      | 2.06 m  | 859 (3274)         |
| 2    | Chris Boyles        | USA Estados Unidos        | O      | -      | O      | O      | O      | XXX    |        |        | 2.06 m  | 859 (3274)         |
| 3    | Ryan Harlan         | USA Estados Unidos        | -      | -      | -      | -      | -      | -      | -      | -      | 2.03 m  | 831 (3269)         |
| 3    | Ryan Harlan         | USA Estados Unidos        | O      | O      | O      | XO     | XXX    |        |        |        | 2.03 m  | 831 (3269)         |
| 4    | Adolphus Jones      | SKN São Cristóvão e Neves | -      | -      | -      | -      | -      | -      | -      | -      | 2.03 m  | 831 (2966)         |
| 4    | Adolphus Jones      | SKN São Cristóvão e Neves | O      | XO     | XO     | XO     | XXX    |        |        |        | 2.03 m  | 831 (2966)         |
| 5    | Yordan García       | CUB Cuba                  | -      | -      | -      | -      | -      | -      | -      | O      | 2.03 m  | 831 (3376)         |
| 5    | Yordan García       | CUB Cuba                  | -      | -      | XO     | XXO    | XXX    |        |        |        | 2.03 m  | 831 (3376)         |
| 6    | Gerardo Canale      | ARG Argentina             | O      | -      | -      | -      | -      | O      | -      | O      | 2.00 m  | 803 (2927)         |
| 6    | Gerardo Canale      | ARG Argentina             | O      | -      | XO     | XXX    |        |        |        |        | 2.00 m  | 803 (2927)         |
| 7    | Octavious Gillespie | GUA Guatemala             | -      | -      | -      | -      | -      | -      | -      | -      | 1.97 m  | 776 (2848)         |
| 7    | Octavious Gillespie | GUA Guatemala             | O      | O      | XXX    |        |        |        |        |        | 1.97 m  | 776 (2848)         |
| 8    | Maurice Smith       | JAM Jamaica               | -      | -      | -      | O      | -      | O      | O      | O      | 1.97 m  | 776 (3460)         |
| 8    | Maurice Smith       | JAM Jamaica               | XO     | O      | XXX    |        |        |        |        |        | 1.97 m  | 776 (3460)         |
| 9    | Ivan Silva          | BRA Brasil                | -      | -      | -      | -      | -      | O      | O      | XO     | 1.97 m  | 776 (3118)         |
| 9    | Ivan Silva          | BRA Brasil                | XO     | XO     | XXX    |        |        |        |        |        | 1.97 m  | 776 (3118)         |
| 10   | Gonzalo Barroilmet  | CHI Chile                 | -      | -      | -      | -      | O      | -      | O      | O      | 1.91 m  | 723 (2940)         |
| 10   | Gonzalo Barroilmet  | CHI Chile                 | -      | XXX    |        |        |        |        |        |        | 1.91 m  | 723 (2940)         |
| 11   | Leonel Suárez       | CUB Cuba                  | -      | O      | -      | -      | XXO    | -      | XO     | -      | 1.88 m  | 696 (3050)         |
| 11   | Leonel Suárez       | CUB Cuba                  | XXX    |        |        |        |        |        |        |        | 1.88 m  | 696 (3050)         |
| 12   | Darwin Colón        | HON Honduras              | O      | O      | -      | XXX    |        |        |        |        | 1.73 m  | 569 (2644)         |
| 12   | Darwin Colón        | HON Honduras              |        |        |        |        |        |        |        |        | 1.73 m  | 569 (2644)         |

### 400 metros
Os 400 metros rasos foi a quinta prova do decatlo no dia 23 de julho as 19:40 (UTC-3).
| Série 1 | Série 1        | Série 1                   | Série 1 | Série 1            |
| Pos.    | Atleta         | País                      | Tempo   | Pontos (Tot. pts.) |
| ------- | -------------- | ------------------------- | ------- | ------------------ |
| 1       | Maurice Smith  | JAM Jamaica               | 47.99 s | 910 (4370)         |
| 2       | Carlos Chinin  | BRA Brasil                | 48.36 s | 892 (4361)         |
| 3       | Leonel Suárez  | CUB Cuba                  | 49.09 s | 857 (3915)         |
| 4       | Ivan Silva     | BRA Brasil                | 49.85 s | 822 (3940)         |
| 5       | Ryan Harlan    | USA Estados Unidos        | 49.85 s | 822 (4091)         |
| —       | Adolphus Jones | SKN São Cristóvão e Neves | DSQ     | 0 (2966)           |

| Série 2 | Série 2             | Série 2            | Série 2 | Série 2            |
| Pos.    | Atleta              | País               | Tempo   | Pontos (Tot. pts.) |
| ------- | ------------------- | ------------------ | ------- | ------------------ |
| 1       | Yordan García       | CUB Cuba           | 49.96 s | 816 (4192)         |
| 2       | Chris Boyles        | USA Estados Unidos | 51.36 s | 753 (4027)         |
| 3       | Gerardo Canale      | ARG Argentina      | 52.43 s | 706 (3633)         |
| 4       | Gonzalo Barroilmet  | CHI Chile          | 52.53 s | 702 (3642)         |
| 5       | Darvin Colón        | HON Honduras       | 52.72 s | 694 (3338)         |
| 6       | Octavious Gillespie | GUA Guatemala      | 53.76 s | 650 (3498)         |

### 110 metros com barreiras
Os 110 metros com barreiras foi a sexta prova do decatlo e a primeira realizada no segundo dia de competições em 24 de julho as 14:00 (UTC-3).
| Série 1 | Série 1             | Série 1            | Série 1 | Série 1            |
| Pos.    | Atleta              | País               | Tempo   | Pontos (Tot. pts.) |
| ------- | ------------------- | ------------------ | ------- | ------------------ |
| 1       | Yordan García       | CUB Cuba           | 14.01 s | 973 (5165)         |
| 2       | Maurice Smith       | JAM Jamaica        | 14.06 s | 967 (5337)         |
| 3       | Ryan Harlan         | USA Estados Unidos | 14.33 s | 932 (5023)         |
| 4       | Gonzalo Barroilmet  | CHI Chile          | 14.65 s | 892 (4534)         |
| 5       | Ivan Silva          | BRA Brasil         | 14.84 s | 869 (4809)         |
| 6       | Octavious Gillespie | GUA Guatemala      | 15.98 s | 735 (4233)         |

| Série 2 | Série 2        | Série 2                   | Série 2 | Série 2            |
| Pos.    | Atleta         | País                      | Tempo   | Pontos (Tot. pts.) |
| ------- | -------------- | ------------------------- | ------- | ------------------ |
| 1       | Leonel Suárez  | CUB Cuba                  | 14.47 s | 915 (4830)         |
| 2       | Carlos Chinin  | BRA Brasil                | 14.52 s | 908 (5269)         |
| 3       | Chris Boyles   | USA Estados Unidos        | 14.98 s | 852 (4879)         |
| 4       | Darvin Colón   | HON Honduras              | 15.08 s | 840 (4178)         |
| 5       | Gerardo Canale | ARG Argentina             | 15.71 s | 766 (4399)         |
| —       | Adolphus Jones | SKN São Cristóvão e Neves | DSQ     | 0 (2966)           |

### Lançamento de disco
O lançamento de disco foi a sétima prova do decatlo disputada em 24 de julho as 14:40 (UTC-3).
| Pos. | Atleta              | País                      | 1     | 2     | 3     | Result. | Pontos (Tot. pts.) |
| ---- | ------------------- | ------------------------- | ----- | ----- | ----- | ------- | ------------------ |
| 1    | Maurice Smith       | JAM Jamaica               | 52.56 | X     | 53.24 | 53.24 m | 938 (6275)         |
| 2    | Yordan García       | CUB Cuba                  | 43.90 | 45.93 | 40.71 | 45.93 m | 786 (5951)         |
| 3    | Ryan Harlan         | USA Estados Unidos        | 42.79 | 42.45 | X     | 42.79 m | 721 (5744)         |
| 4    | Chris Boyles        | USA Estados Unidos        | 40.87 | 42.67 | X     | 42.67 m | 719 (5598)         |
| 5    | Gonzalo Barroilmet  | CHI Chile                 | 41.78 | X     | 40.76 | 41.78 m | 701 (5235)         |
| 6    | Ivan Silva          | BRA Brasil                | 38.21 | 41.51 | X     | 41.51 m | 695 (5504)         |
| 7    | Leonel Suárez       | CUB Cuba                  | 33.88 | 41.07 | 40.69 | 41.07 m | 686 (5516)         |
| 8    | Darvin Colón        | HON Honduras              | 37.44 | 40.19 | 39.69 | 40.19 m | 668 (4846)         |
| 9    | Octavious Gillespie | GUA Guatemala             | 37.31 | 36.74 | 39.35 | 39.35 m | 651 (4884)         |
| 10   | Carlos Chinin       | BRA Brasil                | 33.90 | 37.01 | 34.52 | 37.01 m | 604 (5873)         |
| 11   | Gerardo Canale      | ARG Argentina             | 29.03 | 36.08 | 33.27 | 36.08 m | 585 (4984)         |
| —    | Adolphus Jones      | SKN São Cristóvão e Neves |       |       |       | DNS     | 0 (2966)           |

### Salto com vara
O salto com vara foi a oitava prova do decatlo disputada em 24 de julho as 15:55 (UTC-3).
- O: salto válido.
- XO: salto conquistado na segunda tentativa.
- XXO: salto conquistado na terceira tentativa.
- XXX: eliminado.

| Pos. | Atleta              | País                      | Marcas | Marcas | Marcas | Marcas | Marcas | Marcas | Marcas | Marcas | Marcas | Marcas | Marcas | Result. | Pontos (Tot. pts.) |
| Pos. | Atleta              | País                      | 3.00   | 3.10   | 3.20   | 3.30   | 3.40   | 3.50   | 3.60   | 3.70   | 3.80   | 3.90   | 4.00   | Result. | Pontos (Tot. pts.) |
| Pos. | Atleta              | País                      | 4.10   | 4.20   | 4.30   | 4.40   | 4.50   | 4.60   | 4.70   | 4.80   | 4.90   | 5.00   | 5.10   | Result. | Pontos (Tot. pts.) |
| ---- | ------------------- | ------------------------- | ------ | ------ | ------ | ------ | ------ | ------ | ------ | ------ | ------ | ------ | ------ | ------- | ------------------ |
| 1    | Ryan Harlan         | USA Estados Unidos        | -      | -      | -      | -      | -      | -      | -      | -      | -      | -      | -      | 4.80 m  | 849 (6593)         |
| 1    | Ryan Harlan         | USA Estados Unidos        | -      | -      | -      | -      | -      | O      | XO     | O      | XXX    |        |        | 4.80 m  | 849 (6593)         |
| 2    | Gonzalo Barroilmet  | CHI Chile                 | -      | -      | -      | -      | -      | -      | -      | -      | -      | -      | -      | 4.80 m  | 849 (6593)         |
| 2    | Gonzalo Barroilmet  | CHI Chile                 | -      | -      | -      | -      | -      | -      | -      | XXO    | -      | XXX    |        | 4.80 m  | 849 (6593)         |
| 3    | Chris Boyles        | USA Estados Unidos        | -      | -      | -      | -      | -      | -      | -      | -      | -      | -      | -      | 4.60 m  | 790 (6388)         |
| 3    | Chris Boyles        | USA Estados Unidos        | -      | -      | -      | XO     | -      | O      | XXX    |        |        |        |        | 4.60 m  | 790 (6388)         |
| 4    | Ivan Silva          | BRA Brasil                | -      | -      | -      | -      | -      | -      | -      | -      | -      | -      | -      | 4.60 m  | 790 (6294)         |
| 4    | Ivan Silva          | BRA Brasil                | -      | O      | -      | O      | O      | XO     | XXX    |        |        |        |        | 4.60 m  | 790 (6294)         |
| 5    | Leonel Suárez       | CUB Cuba                  | -      | -      | -      | -      | -      | -      | -      | -      | -      | -      | O      | 4.50 m  | 760 (6276)         |
| 5    | Leonel Suárez       | CUB Cuba                  | -      | O      | -      | XXO    | XXO    | XXX    |        |        |        |        |        | 4.50 m  | 760 (6276)         |
| 6    | Yordan García       | CUB Cuba                  | -      | -      | -      | -      | -      | -      | -      | -      | -      | -      | XXO    | 4.50 m  | 760 (6711)         |
| 6    | Yordan García       | CUB Cuba                  | -      | O      | -      | XXO    | XXO    | XXX    |        |        |        |        |        | 4.50 m  | 760 (6711)         |
| 7    | Maurice Smith       | JAM Jamaica               | -      | -      | -      | -      | -      | -      | -      | -      | -      | -      | -      | 4.40 m  | 731 (7006)         |
| 7    | Maurice Smith       | JAM Jamaica               | O      | -      | O      | O      | XXX    |        |        |        |        |        |        | 4.40 m  | 731 (7006)         |
| 8    | Carlos Chinin       | BRA Brasil                | -      | -      | -      | -      | -      | -      | -      | -      | O      | -      | O      | 4.30 m  | 702 (6575)         |
| 8    | Carlos Chinin       | BRA Brasil                | -      | O      | XO     | XXX    |        |        |        |        |        |        |        | 4.30 m  | 702 (6575)         |
| 9    | Gerardo Canale      | ARG Argentina             | -      | -      | -      | -      | -      | -      | -      | -      | O      | -      | O      | 4.00 m  | 617 (5601)         |
| 9    | Gerardo Canale      | ARG Argentina             | -      | XXX    |        |        |        |        |        |        |        |        |        | 4.00 m  | 617 (5601)         |
| 10   | Octavious Gillespie | GUA Guatemala             | -      | -      | -      | -      | -      | -      | -      | -      | -      | XXO    | XO     | 4.00 m  | 617 (5501)         |
| 10   | Octavious Gillespie | GUA Guatemala             | -      | XXX    |        |        |        |        |        |        |        |        |        | 4.00 m  | 617 (5501)         |
| 11   | Darwin Colón        | HON Honduras              | XXO    | -      | XXX    |        |        |        |        |        |        |        |        | 3.00 m  | 357 (5203)         |
| 11   | Darwin Colón        | HON Honduras              |        |        |        |        |        |        |        |        |        |        |        | 3.00 m  | 357 (5203)         |
| —    | Adolphus Jones      | SKN São Cristóvão e Neves |        |        |        |        |        |        |        |        |        |        |        | DNS     | 0 (2966)           |
| —    | Adolphus Jones      | SKN São Cristóvão e Neves |        |        |        |        |        |        |        |        |        |        |        | DNS     | 0 (2966)           |

### Lançamento de dardo
O lançamento de dardo foi a penúltima prova do decatlo disputada em 24 de julho as 18:20 (UTC-3).
| Pos. | Atleta              | País                      | 1     | 2     | 3     | Result. | Pontos (Tot. pts.) |
| ---- | ------------------- | ------------------------- | ----- | ----- | ----- | ------- | ------------------ |
| 1    | Leonel Suárez       | CUB Cuba                  | 71.39 | 69.76 | 69.05 | 71.39 m | 911 (7187)         |
| 2    | Yordan García       | CUB Cuba                  | 63.75 | 59.00 | 58.89 | 63.75 m | 794 (7505)         |
| 3    | Octavious Gillespie | GUA Guatemala             | 60.39 | X     | 56.42 | 60.39 m | 744 (6245)         |
| 4    | Ivan Silva          | BRA Brasil                | 54.17 | 58.57 | 56.11 | 58.57 m | 716 (7010)         |
| 5    | Ryan Harlan         | USA Estados Unidos        | 55.05 | 54.00 | 55.99 | 55.99 m | 678 (7271)         |
| 6    | Chris Boyles        | USA Estados Unidos        | 53.15 | 54.72 | 55.52 | 55.52 m | 671 (7059)         |
| 7    | Gonzalo Barroilmet  | CHI Chile                 | 51.96 | 48.48 | 52.80 | 52.80 m | 630 (6714)         |
| 8    | Carlos Chinin       | BRA Brasil                | 51.95 | 49.80 | 48.48 | 51.95 m | 617 (7192)         |
| 9    | Maurice Smith       | JAM Jamaica               | X     | 50.23 | X     | 50.23 m | 592 (7598)         |
| 10   | Gerardo Canale      | ARG Argentina             | 39.35 | 44.95 | 44.39 | 44.95 m | 514 (6115)         |
| 11   | Darvin Colón        | HON Honduras              | 39.52 | 43.63 | 38.53 | 43.63 m | 495 (5698)         |
| —    | Adolphus Jones      | SKN São Cristóvão e Neves |       |       |       | DNS     | 0 (2966)           |

### 1500 metros
Os 1500 metros fechou as disputas do decatlo no dia 24 de julho as 19:40 (UTC-3).
| Pos. | Atleta              | País                      | Tempo   | Pontos (Tot. pts.) |
| ---- | ------------------- | ------------------------- | ------- | ------------------ |
| 1    | Carlos Chinin       | BRA Brasil                | 4m23.99 | 785 (7977)         |
| 2    | Leonel Suárez       | CUB Cuba                  | 4m29.32 | 749 (7936)         |
| 3    | Maurice Smith       | JAM Jamaica               | 4m40.12 | 680 (8278)         |
| 4    | Ivan Silva          | BRA Brasil                | 4m44.03 | 655 (7665)         |
| 5    | Yordan García       | CUB Cuba                  | 4m51.74 | 608 (8113)         |
| 6    | Chris Boyles        | USA Estados Unidos        | 4m52.00 | 607 (7666)         |
| 7    | Octavious Gillespie | GUA Guatemala             | 4m57.19 | 576 (6821)         |
| 8    | Gerardo Canale      | ARG Argentina             | 5m02.33 | 546 (6661)         |
| 9    | Darvin Colón        | HON Honduras              | 5m08.58 | 511 (6209)         |
| 10   | Gonzalo Barroilmet  | CHI Chile                 | 5m14.47 | 479 (7193)         |
| 11   | Ryan Harlan         | USA Estados Unidos        | 5m26.59 | 416 (7687)         |
| —    | Adolphus Jones      | SKN São Cristóvão e Neves | DNS     | 0 (2966)           |

1. ↑  Adolphus Jones foi desclassificado por não respeitar a sua linha.
2. ↑  Adolphus Jones foi desclassificado por derrubar deliberadamente os obstáculos.

## Pontuação final
| Pos               | Atleta              | País                      | Pontos |
| ----------------- | ------------------- | ------------------------- | ------ |
| Medalha de ouro   | Maurice Smith       | JAM Jamaica               | 8278   |
| Medalha de prata  | Yordan García       | CUB Cuba                  | 8113   |
| Medalha de bronze | Carlos Chinin       | BRA Brasil                | 7977   |
| 4                 | Leonel Suárez       | CUB Cuba                  | 7936   |
| 5                 | Ryan Harlan         | USA Estados Unidos        | 7687   |
| 6                 | Chris Boyles        | USA Estados Unidos        | 7666   |
| 7                 | Ivan Silva          | BRA Brasil                | 7665   |
| 8                 | Gonzalo Barroilmet  | CHI Chile                 | 7193   |
| 9                 | Octavious Gillespie | GUA Guatemala             | 6821   |
| 10                | Gerardo Canale      | ARG Argentina             | 6661   |
| 11                | Darvin Colón        | HON Honduras              | 6209   |
| —                 | Adolphus Jones      | SKN São Cristóvão e Neves | DNF    |